# アーバンメッツ
株式会社アーバンメッツ（URBANMETS CO.LTD）は、愛媛県新居浜市にあった情報処理サービス・人材派遣の会社。2009年に事実上の倒産。

## 歴史
1987年3月、資本金6,000万円で設立された。会社立ち上げには株式会社ジョルダン情報サービスと株式会社アーバンインターナショナルも参加していたが、後にいずれも撤退した。ソフトウェア会社に分類されることもあるが、自社製品を作ることは稀で、NECや住友関連企業に社員を長期派遣させることが主な業務であった。その他に、書籍・携帯電話（ウィルコム）・ポケットベル・PHS・ADSL取次ぎ・スーパーのレジ打ち代行・パソコン部品・監視カメラの販売業務を行ったことがある。
1991年8月、代表取締役社長が交代し、愛媛県に本社を移転した。
1997年10月、100%子会社として有限会社スタッフサービスを設立したが、2007年末に休業した。
1999年、介護ビジネスに参入し、要介護者のデータを管理するためのパッケージソフト「介護支援システム」を開発し、注文受け付けを始めた。
1999年、第54回秋季国体（くまもと未来国体）バレーボール成年女子の部に選手を派遣した。
1999年12月期の売上高は5億7000万円であった。
2009年6月、事実上の倒産。2010年7月、会社と社長が最低賃金法違反（賃料不払い）容疑で書類送検された。新居浜労働基準監督署によると、倒産前の時期に従業員7人に対して賃金を支払わなかったという。不払い賃金のうち8割は労働者健康福祉機構が立て替えた。 

## 事業所と関連会社
2007年の時点で、東京に支店、大阪に営業所があった。福岡にも営業所があったが、2006年9月に閉鎖された。
関連会社に有限会社スタッフサービスがあった。